# COVID-19-Pandemie in der Slowakei

SARS-CoV-2-Infektionen pro 100.000 Einwohner in den Bezirken der Slowakei

Die COVID-19-Pandemie in der Slowakei ist ein regionales Teilgeschehen der weltweiten COVID-19-Pandemie.

## Verlauf und Maßnahmen
- Am 6. März 2020 wurde der erste COVID-19-Fall in der Slowakei bestätigt.[1]
- Am 13. März wurden alle Passagierflüge aus dem Ausland verboten. Diese Regelung wurde mehrmals bis 11. Juni 2020 verlängert.[2][3]
- Am 30. März starb ein 60-Jähriger an den Folgen des Coronavirus; infiziert waren damals mehr als 300 Personen (siehe Statistik). Am 6. April 2020 starb eine weitere Person.
- Am 8. April wurde eine verschärfte Ausgangsbeschränkung in Kraft gesetzt. Fortan war nur noch die Bewegung im eigenen Wohnbezirk sowie zur Arbeit erlaubt.[4] Zudem wurden mehrere Roma-Siedlungen abgeriegelt. Regierungschef Igor Matovič äußerte, dass die Gefahr bestehe, die Roma, deren Ansteckungsgefahr zehnmal höher sei, könnten aus ihren Siedlungen herauskriechen und die Bevölkerung bedrohen. Die Siedlungen wurden mit Polizeiband abgesperrt und vom Militär umstellt. Begründet wurde dies unter anderem damit, dass viele in Großbritannien gearbeitet hätten und wegen des Brexits zurückgekehrt seien.[5][6]
- Mitte April waren es etwas mehr als 800 Infizierte und noch immer zwei Tote (siehe Statistik).
- Am 18. April durchsuchen Polizisten ein Altersheim, um herauszufinden, wer dort das Virus eingeschleppt haben könnte.[7]
- Mitte April eingeführte Einschränkungen für Menschen über 65 führten zu Protest-Noten der Interessenverbände, da man sich diskriminiert sah. Es war diesen Menschen seit dem 22. April nur an Vormittagen von 9 bis 11 Uhr erlaubt einzukaufen und an Wochenenden ganz untersagt. Die strengeren Vorschriften wurden eingeführt, um andere Bereichen offen halten zu können. Auch Pendler wurden unter Generalverdacht gestellt und ihnen wurde auferlegt, regelmäßig Tests zu machen. Matovič beschuldigte erneut fälschlich eine Einzelperson, die in Österreich arbeitete, das Virus in seinen Ort eingeschleppt zu haben, wofür er sich entschuldigen musste.[8]
- Ende April waren knapp 1.400 an COVID-19 Infizierte registriert; 20 von ihnen waren an oder mit COVID gestorben (siehe #Statistik).
- Anfang Mai wurde auf die nur noch langsame Zunahme von Fällen mit einer verstärkten Öffnung von Geschäften, Hotels und Restaurants reagiert. Gottesdienste und Hochzeiten wurden wieder zugelassen; Schulen und Kindergärten blieben weiterhin geschlossen.[9]
- Mitte Mai galten 983 der 1.465 Infizierten als geheilt. Es gab offiziell nur 27 COVID-Tote.[10] Allerdings wurden nur solche Todesfälle gezählt, bei denen Covid-19 als die alleinige Todesursache galtt.[7]
- Am 10. Juni wurden die Einreisebestimmungen für Personen aus zahlreichen europäischen Ländern, darunter Deutschland, wieder gelockert. Eine zweiwöchige Quarantäne nach Einreise in die Slowakei war nicht mehr verpflichtend. Die Maskenpflicht wurde in Geschäften und öffentlichen Verkehrsmitteln aufrechterhalten; im Außenbereich wurde sie aufgehoben.[11]
- Nachdem im September die Zahl der Neuinfektionen (und damit die Fallzahlen insgesamt) deutlich angestiegen waren, rief Regierungschef Matovič am 30. September einen 45-tägigen Notstand aus.[12] Zudem gilt seit 15. Oktober eine Maskenpflicht im Freien, alle Großveranstaltungen wurden bis auf Weiteres untersagt.[13]
- Im Oktober und November testete die slowakische Regierung als erste in Europa die gesamten Bevölkerung über zehn Jahren.
- Zwischen Dezember 2020 und April 2021 lagen die Infektionszahlen in der Slowakei auf stetig hohem Niveau.[14]
- Im Jahr 2021 verbreitete sich (wie auch im übrigen Europa) zunächst die ansteckendere Alpha-Variante und dann die noch ansteckendere Delta-Variante.
- Am 24. November 2021 gab Richard Sulík bekannt, dass in dem Land ab dem 25. November ein zweiwöchiger Lockdown ohne Ausnahmen für Geimpfte gilt.[15]

## Statistik
Die Fallzahlen entwickelten sich während der COVID-19-Pandemie in der Slowakei wie folgt:

### Impfkampagne, Impfquote
Stand 30. Juli 2021 hatte etwa 35,94 % der Bevölkerung einen vollen Impfschutz und 5,41 % einen teilweisen Schutz (Summe: 41,35). In Nachbarländern waren diese Quoten deutlich höher, zum Beispiel Österreich 50,69 % + 8,02  = 58,71 %  und  Tschechien 4,0  + 7,58 % = 52,8 %.
Die konservativ-liberale Regierungskoalition (Regierung Heger) setzte am 24./25. Juli 2021 im Nationalratein Gesetz durch, das nur Geimpften, Getesteten oder Genesenen den Zutritt zu Hotels, Gastronomie und Freizeiteinrichtungen erlaubt, sollten bei einer weiteren Corona-Welle wieder verschärfte Restriktionen notwendig werden. Ähnliche Regeln gelten auch in Nachbarländern gelten; die Gesetzesvorlage wurde noch abgeschwächt; dennoch äußerte die Opposition vehementen Widerstand. Die formell sozialdemokratische Partei des früheren Regierungschefs Robert Fico und auch rechtsextreme Gruppierungen sympathisierten mit einer Kundgebung von Impfgegnern vor dem Parlamentsgebäude. Als Demonstranten versuchten, ins Parlamentsgebäude einzudringen, setzte die Polizei Tränengas ein.